# Institut Pasteur de Dalat
L'institut Pasteur de Dalat (en vietnamien: Công ty Vắc xin Pasteur Đà Lạt) est est un complexe de recherche et de production de vaccins apparenté au réseau international des instituts Pasteur, mais n'en fait plus partie.

## Histoire

### Période française
Il a été ouvert en 1936, et construit entre 1930 et 1936 à l'initiative d'Alexandre Yersin, fondateur[Information douteuse] de la station climatique de Dalat en Cochinchine (aujourd'hui Viêt Nam). Yersin, qui mourut à Nha Trang quelques années plus tard, était à l'époque de la construction de l'institut, inspecteur général honoraire des instituts Pasteur d'Indochine, après les avoir dirigés jusqu'en 1924.
À l'époque de sa création, ce quatrième Institut du réseau était plus spécialement destiné à la fabrication des vaccins microbiens et à l’étude du paludisme.
Les bâtiments ont été conçus par l'architecte français Paul Veysseyre et un collègue vietnamien.
L'Institut de Đalạt était l'un des quatre créés par Yersin au Viêt Nam, avec ceux de Hanoï, Saïgon et Nha Trang et fait partie des nombreux instituts Pasteur créés en dehors de la France. Dans un rapport présenté au Grand Conseil des Intérêts économiques et financiers et au Conseil de Gouvernement en 1937, l'Institut déclarait avoir produit plus de 3 000 000 de vaccins, principalement anticholériques. Il fabriquait également des vaccins contre la peste, la fièvre typhoïde, les staphylocoques, les gonocoques, les colibacilles, les streptocoques et les méningocoques, ainsi que des tétravaccins et divers filtrats de Besredka. L'Institut conservait également une réserve de 1 000 000 cm³ de vaccin anticholérique en prévision d'une épidémie. Il offrait des services de laboratoire médical, incluant des examens microbiologiques, des analyses pathologiques et de biochimie pour les populations locales de Dalat et des hautes terres du Donnai. Ses laboratoires ont réalisé 1 838 examens médicaux cette année-là, permettant d'identifier des cas de dysenterie, diphtérie, lèpre, paludisme, fièvre typhoïde et typhus. L'Institut a étudié la diphtérie endémique parmi les Européens et les Annamites de la région de Dalat. Il était également responsable du contrôle de la purification de l'eau pour la ville de Dalat.
Un article publié dans un magazine français en septembre 1952 montrait que l'Institut produisait toujours des vaccins contre des maladies humaines contagieuses, telles que le choléra, la fièvre typhoïde, la gonorrhée, la méningite cérébrospinale, les colibacilloses et la pneumonie. Il étudiait l'épidémiologie humaine, la microbiologie, la chimie biologique et le contrôle de l'eau potable.
Une nouvelle souche de Penicillium a été isolée à partir de lésions hépatiques chez un rat des bambou utilisé pour des infections expérimentales à l'Institut en 1956. Cette souche, Penicillium marneffei, a été nommée en l'honneur d'Hubert Marneffe, directeur de l'Institut Pasteur du Viêt Nam.
L'Institut publiait encore des articles en français jusqu'en 1959.
Des médecins français ont dirigé l'Institut jusqu'aux années 1960. L'un des derniers avant la victoire communiste, Jean-Louis Colbert, a travaillé à l'Institut de Dalat de 1962 à 1968. Il était responsable de la production à grande échelle de vaccins pour usage humain.

### Période vietnamienne
L'établissement de Dalat a été repris par le gouvernement vietnamien en 1975. Dès avant cette reprise, l'Institut disposait de l'une des plus grandes unités de production de vaccins en Asie du Sud-Est, expédiant des vaccins dans toute l'Indochine. L'Institut a ensuite été géré par le ministère de la Santé jusqu'à l'intégration complète du Sud-Viêt Nam dans le pays en 1978, utilisant ses installations pour la santé publique et la prévention des maladies. En 2010, l'Institut Pasteur de Dalat a été transformé en Société par actions des vaccins Pasteur Dalat (DAVAC).
Bien que désormais géré par le gouvernement vietnamien, l'Institut (ainsi que les autres instituts Pasteur du Viêt Nam) cherche à établir une coopération avec l'Institut Pasteur en France. Une telle déclaration a été émise en novembre 2010 lors d'une conférence à Haïphong, évoquant une coopération remontant à 20 ans.

## Découvertes et production
En collaboration avec des scientifiques de l'Institut Pasteur de Paris, des chercheurs de Dalat ont découvert un nouveau type de salmonelle en 1956. La souche, appelée S. dalat (plus communément connue sous le nom de Salmonella ball), a été isolée à partir de matières fécales d'un gecko capturé à Phan Rang.
L'établissement de Dalat a une expérience dans la production de vaccins contre la fièvre typhoïde. Après avoir produit leur propre vaccin polysaccharidique Vi par l’intermédiaire de l’Institut des vaccins et produits biologiques/Société des vaccins Pasteur Đà Lạt, entre 2004 et 2012, le Viêt Nam a produit et administré plus de 2 millions de doses de vaccin polysaccharidique Vi (contre la fièvre typhoïde) aux enfants de 5 à 10 ans, puis de 3 à 5 ans. En 2005, au pic de la campagne, 1,2 million de doses ont été distribuées dans 35 provinces, avec un taux de couverture dépassant 90 % entre 1999 et 2010.